# 小谷光毅
小谷 光毅（こたに ひろき、1993年4月25日 - ）は、大阪府堺市 出身のサッカー選手、実業家。神奈川県社会人サッカーリーグ2部・鎌倉インターナショナルFC所属。ポジションは、ミッドフィールダー（MF）。

## 来歴
ガンバ大阪のアカデミー出身。2011年2月、U-18日本代表候補に選出されてトレーニングキャンプに参加した。同年3月、ガンバ大阪のトップチームに2種登録された。
明治大学を卒業後、一度は野村證券に就職したが、再びサッカーの道に進むことを決意してドイツへ渡り、2017年1月にバイエルンリーガ・ズュート（5部相当）のBCFヴォルフラーツハウゼンへ加入。同年7月、レギオナルリーガ・バイエルン（4部相当）のVfRガーヒングへ移籍した。
2018年5月、グルージャ盛岡へ完全移籍で加入。
2019年、ブラウブリッツ秋田に完全移籍。
加入1年目からキャプテンに就任 。
2020年、いわてグルージャ盛岡へ完全移籍で復帰した。
2021年、神奈川県社会人サッカーリーグ1部の品川CC横浜に完全移籍。
2021年2月1日、マネーフォワードに入社。1年2ヶ月勤務して退職し、FUNDINNOに入社した。
2022年、神奈川県社会人サッカーリーグ2部の鎌倉インターナショナルFCに加入。鎌倉インターナショナルFCでは選手兼セールスとして活動している。
2023年6月21日、株式会社Athdemyを設立し代表取締役に就任。元Jリーグ選手としては初の上場企業社長となった嵜本晋輔が株主として参画した。

## 所属クラブ
- TROPPO FC
- ガンバ大阪ジュニアユース
- ガンバ大阪ユース
  - 2011年3月 - 同年12月 ガンバ大阪（2種登録選手）
- 明治大学
- 2017年 BCFヴォルフラーツハウゼン（ドイツ語版）
- 2017年 - 2018年 VfRガーヒング（ドイツ語版）
- 2018年5月 - 同年12月 グルージャ盛岡
- 2019年 ブラウブリッツ秋田
- 2020年 いわてグルージャ盛岡
- 2021年 品川CC横浜
- 2022年 - 鎌倉インターナショナルFC

## 個人成績
| 国内大会個人成績 | 国内大会個人成績       | 国内大会個人成績 | 国内大会個人成績       | 国内大会個人成績 | 国内大会個人成績 | 国内大会個人成績 | 国内大会個人成績 | 国内大会個人成績 | 国内大会個人成績 | 国内大会個人成績 | 国内大会個人成績 |
| 年度             | クラブ                 | 背番号           | リーグ                 | リーグ戦         | リーグ戦         | リーグ杯         | リーグ杯         | オープン杯       | オープン杯       | 期間通算         | 期間通算         |
| 年度             | クラブ                 | 背番号           | リーグ                 | 出場             | 得点             | 出場             | 得点             | 出場             | 得点             | 出場             | 得点             |
| 日本             | 日本                   | 日本             | 日本                   | リーグ戦         | リーグ戦         | リーグ杯         | リーグ杯         | 天皇杯           | 天皇杯           | 期間通算         | 期間通算         |
| ---------------- | ---------------------- | ---------------- | ---------------------- | ---------------- | ---------------- | ---------------- | ---------------- | ---------------- | ---------------- | ---------------- | ---------------- |
| 2014             | 明大                   | 14               | -                      | -                | -                | -                | -                | 1                | 0                | 1                | 0                |
| ドイツ           | ドイツ                 | ドイツ           | ドイツ                 | リーグ戦         | リーグ戦         | リーグ杯         | リーグ杯         | DFBポカール      | DFBポカール      | 期間通算         | 期間通算         |
| 2016-17          | ヴォルフラーツハウゼン | 19               | バイエルン南           | 11               | 1                | -                | -                | -                | -                | 11               | 1                |
| 2017-18          | ガーヒング             | 14               | レギオナル・バイエルン | 6                | 1                | -                | -                | -                | -                | 6                | 1                |
| 日本             | 日本                   | 日本             | 日本                   | リーグ戦         | リーグ戦         | リーグ杯         | リーグ杯         | 天皇杯           | 天皇杯           | 期間通算         | 期間通算         |
| 2018             | 盛岡                   | 39               | J3                     | 22               | 3                | -                | -                | 1                | 0                | 23               | 3                |
| 2019             | 秋田                   | 39               | J3                     | 16               | 1                | -                | -                | 0                | 0                | 16               | 1                |
| 2020             | 岩手                   | 39               | J3                     | 34               | 5                | -                | -                | -                | -                | 34               | 5                |
| 2021             | 品川CC                 |                  | 神奈川1部              |                  |                  | -                | -                |                  |                  |                  |                  |
| 通算             | 日本                   | 日本             | J3                     | 72               | 9                | -                | -                | 1                | 0                | 73               | 9                |
| 通算             | 日本                   | 日本             | 神奈川1部              |                  |                  | -                | -                |                  |                  |                  |                  |
| 通算             | 日本                   | 日本             | 他                     | -                | -                | -                | -                | 1                | 0                | 1                | 0                |
| 通算             | ドイツ                 | ドイツ           | レギオナル・バイエルン | 6                | 1                | -                | -                | -                | -                | 6                | 1                |
| 通算             | ドイツ                 | ドイツ           | バイエルン南           | 11               | 1                | -                | -                | -                | -                | 11               | 1                |
| 総通算           | 総通算                 | 総通算           | 総通算                 | 89               | 10               | 0                | 0                | 2                | 0                | 91               | 10               |

- 2011年は2種登録選手

その他の公式戦
- 2016-17 
  - バイエルンリーガ・降格ラウンド 2試合0得点

出場歴
- Jリーグ初出場 - 2018年5月20日 J3第11節 vs藤枝MYFC（いわぎんスタジアム）
- Jリーグ初得点 - 2018年7月22日 J3第19節 vsガンバ大阪U-23（北上総合運動公園北上陸上競技場）

## 代表歴
- 2011年 U-18日本代表候補

## タイトル

### クラブ
明治大学
- アミノバイタルカップ：2回（2013年、2015年）
- 東京都サッカートーナメント：1回（2014年）

いわてグルージャ盛岡
- 岩手県サッカー選手権大会：1回（2018年）

ブラウブリッツ秋田
- 秋田県サッカー選手権大会：1回（2019年）

品川CC横浜
- 神奈川県社会人サッカーリーグ1部：1回（2021年）